# Alexis von Croy
Alexis Prinz von Croÿ, auch Alexis von Croy (* 24. September 1959 in München), ist ein deutscher Luftfahrtjournalist, Sachbuchautor und Fotograf. Er gehört zur Familie des Adelshauses Croÿ und ist Urururenkel von Alfred Herzog von Croÿ.
Von 1995 bis 2000 war er Redakteur und Chefreporter der Zeitschrift fliegermagazin. Von 2004 bis 2008 war er Chefredakteur der Airbus-Hauszeitschrift Planet Aerospace. Croy lebt mit seiner Familie in München.

## Bücher
- Abenteurer der Lüfte, Piper-Verlag, München, 2003
- Der Mond und die Abenteuer der Apollo-Astronauten, Herbig-Verlag, München, 2009
- Above Munich, terra magica, München, 2009
- Was sie über das Fliegen wissen sollten, Herbig-Verlag, München, 2010